# Дартмутський коледж
Да́ртмутський коледж (англ. Dartmouth College) — один з найстаріших університетів США, що входить до елітної Ліги плюща. Попри назву, Дартмут — коледж, у ньому навчаються аспіранти.
Університет розташований у місті Гановер, штат Нью-Гемпшир.

## Історія
1769 року Дартмутський коледж заснував протестантський священик Елеазар Вілок як школу для індіанського населення. Існування школи було забезпечено фінансово після того, як один з її перших студентів, Самсон Окком, що походив з індіанського племені мохеганів, зібрав з пожертв чималий капітал. Джоном Вентвортом, королівським губернатором Нью-Гемпширу, тодішньої британської колонії, для нової школи було подаровано ділянку землі. Таким чином 13 грудня 1769 року, за указом короля Георга III, було засновано Дартмутський коледж. Коледж було названо на честь Дартмутського графа Вільяма Легге II. Розвиток освіти серед молоді індіанського, англійського та іншого походження було визначено, як основну мету коледжу.
1816 року незалежний коледж мав потрапити під посилений державний вплив. Грамота про заснування коледжу була визнана недійсною під тим приводом, що вона походила з колоніальних часів, а сам коледж було перепрофільовано в державний Дартмутський університет. Проте тодішній президент коледжу, Френсіс Браун (1815–1820) домагався збереження незалежного статусу коледжу перед Верховним судом США. Коледж представляли відомі його випускники та адвокат Деніел Вебстер. Врешті було прийнято рішення про необхідність збереження незалежного статусу Дартмутського коледжу, що мало великі наслідки для утвердження незалежності інших навчальних закладів США. Прецедент увійшов в історію судочинства США під назвою «Справа Дартмутського коледжу» («Dartmouth College Case»).
У 1893—1909 роках Дартмутським коледжем керував Вільям Джуітт Такер. При ньому було побудовано 20 нових будівель, а кількість студентів і викладачів збільшилася втричі. Навчальний процес був істотно покращено після великих пожертвувань, таких як 10 000 доларів, подарованих випускником Дартмута і професором права Джоном Ордроно.
1963 року професорами Дартмутського коледжу Томасом Курцем та Джоном Кемені було створено мову програмування BASIC, її реалізація силами студентів коледжу відома як Dartmouth BASIC.

## Структура
Дартмутський коледж складається з 29 відділень (департаментів) та пропонує 10 міждисциплінарних програм. Існує чотири відділи для докторантів (graduate schools): мистецтва й науки, медицина, інженерна справа, економіка.
До складу Дартмутського коледжу входять також три вищі школи:
- Гейзельська медична школа Дартмута (Geisel School of Medicine at Dartmouth) — четверта з найстаріших шкіл цього профілю в США. Заснована 22 листопада 1797 року.[21] Має 16 відділень.[20]. Медична школа має чимало міждисциплінарних дослідницьких програм з вивчення проблем раку, інфекційних та судинних хвороб, з молекулярної біології, генетики, імунології, нейронаук, охорони здоров'я тощо. У школі навчаються близько 500 студентів. Тут викладають і проводять дослідницьку роботу 700 професорів, 1600 науковців та практикантів.[20].
- Таєрська інженерна школа (Thayer School of Engineering), заснована 1867 року. У школі навчаються близько 780 студентів від початкового курсу до рівня докторату[20].
- Такська школа бізнесу (Tuck School of Business), заснована 1900 року. Вважається однією з найкращих вищих шкіл економіки у світі. Тут навчаються близько 480 студентів.[20].

## Відомі випускники й викладачі
- Барбара Баррес — нейробіолог та борець за рівноправність в науці.
- Теодор Сьюз Гейзель (1904—1991) — американський дитячий письменник.
- Тімоті Ф. Гейтнер (* 1961) — 75-й міністр фінансів США.
- Данієль Вебстер — американський політик, двічі державний секретар США.
- Роберт Гровс — американський статистик і соціолог, голова Бюро перепису населення США.директор Дартмутського коледжу ‎
- Денніс Медоуз — американський вчений, заслужений професор в галузі управління системами,
- Донелла Медоуз — американська дослідниця в галузі охорони довкілля, викладач і письменниця.‎
- Джон Маккарті — американський інформатик та дослідник мислення, винахідник терміна «Штучний інтелект».
- Норман Маклін (1902—1990) — американський письменник, літературознавець.
- Сара Вейн Келліс — американська актриса.
- Роберт Крістгау — американський публіцист, музичний журналіст.
- Джим Йонг Кім — американський медик корейського походження, 17-й президент Дартмутського коледжу, 12-й голова Світового банку.
- Томас Курц — американський програміст, один із розробників сімейства високорівневих мов програмування BASIC. ‎
- Скотт Сміт — американський письменник і сценарист, автор романів жахів, трилерів.
- Джордж Снелл (1903—1996) — американський біолог, лауреат Нобелівської премії.
- Тамаркін Яків Давидович — український математик, викладач Дартмутського коледжу в 1925 році.
- Роберт Фрост (1874—1963) — американський поет.
- Оуен Чемберлен (1920—2006) — американський фізик, лауреат Нобелівської премії.
- Баррі Шарплесс (* 1941) — американський хімік, лауреат Нобелівської премії.
- Алан Шепард — перший американський астронавт.
- Натаніель Фік — офіцер морської піхоти США.
- Девід Шерман (1916—1997) — американський фотограф і видавець.

## Галерея

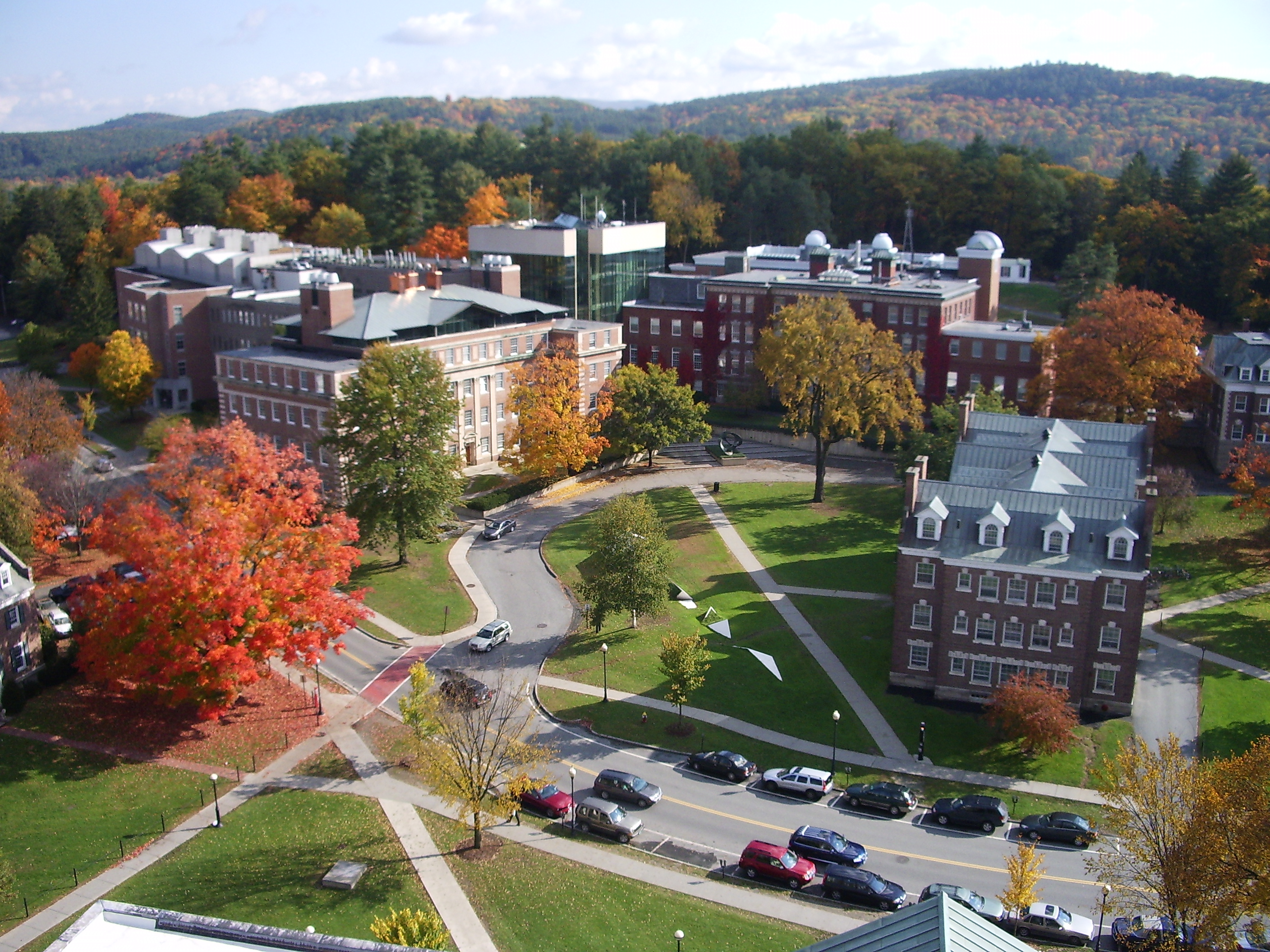
Вид на Дартмутський коледж з бібліотеки Бейкера
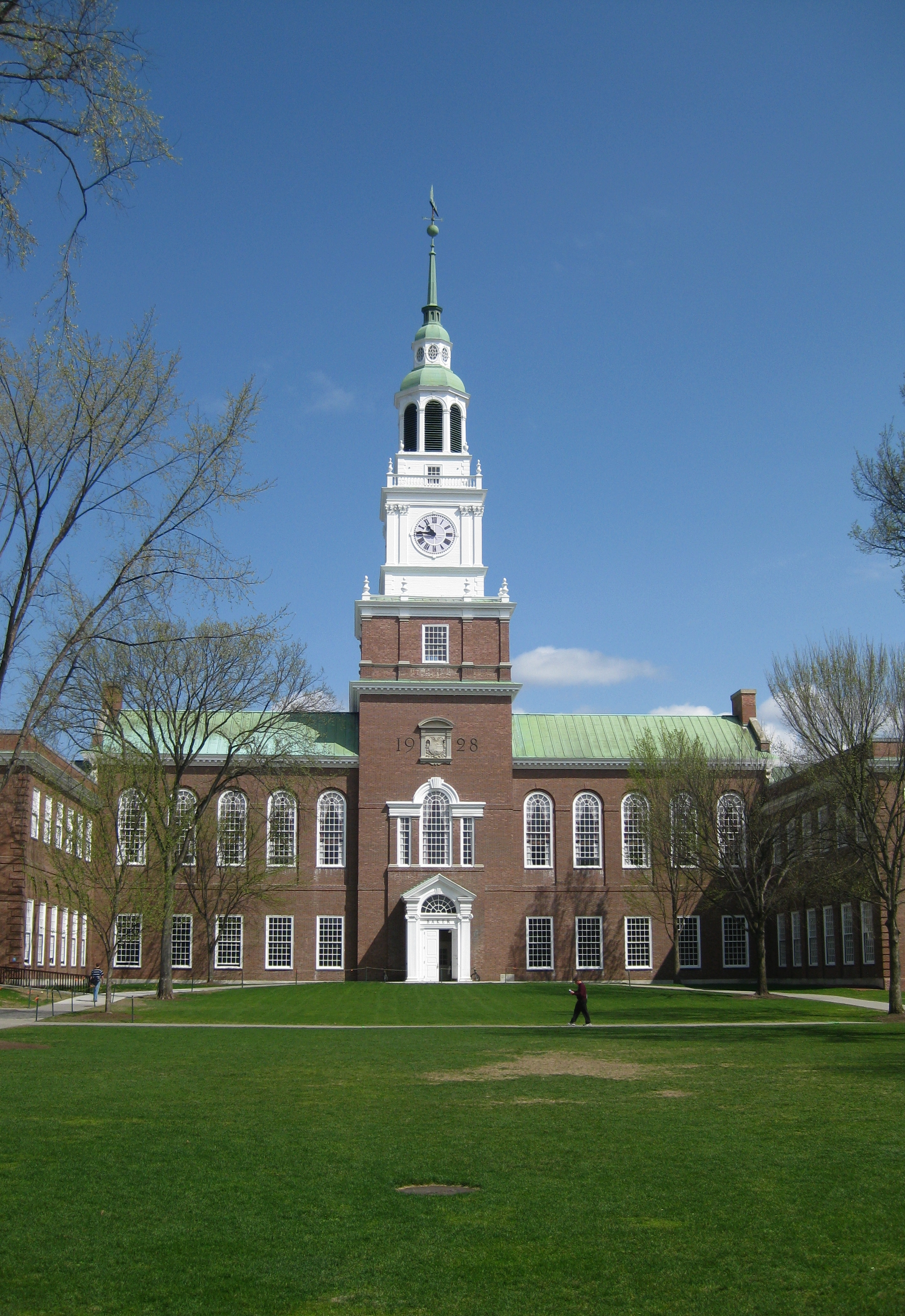
Бібліотека Бейкера у Дартмутському коледжі
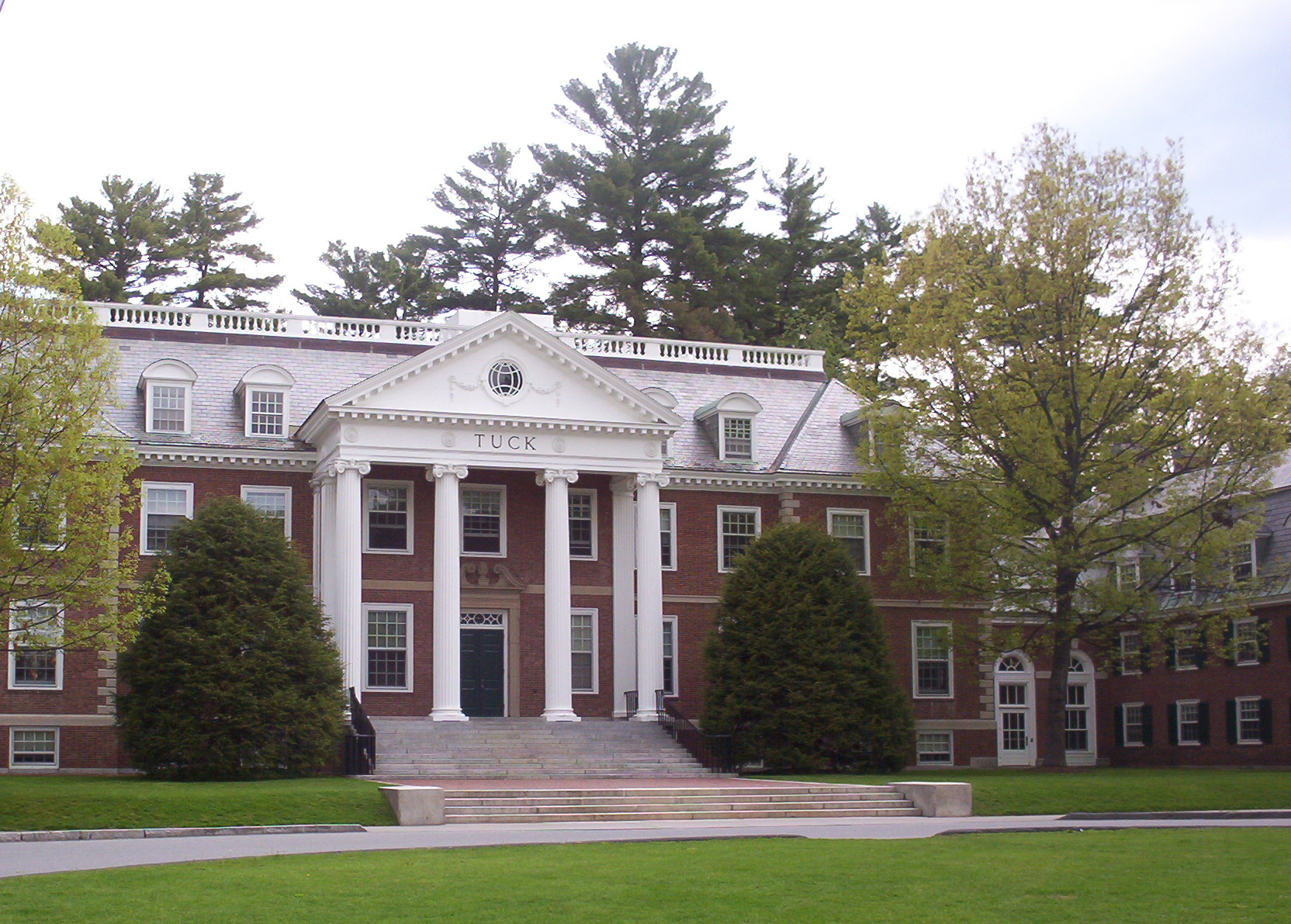
Школа бізнесу
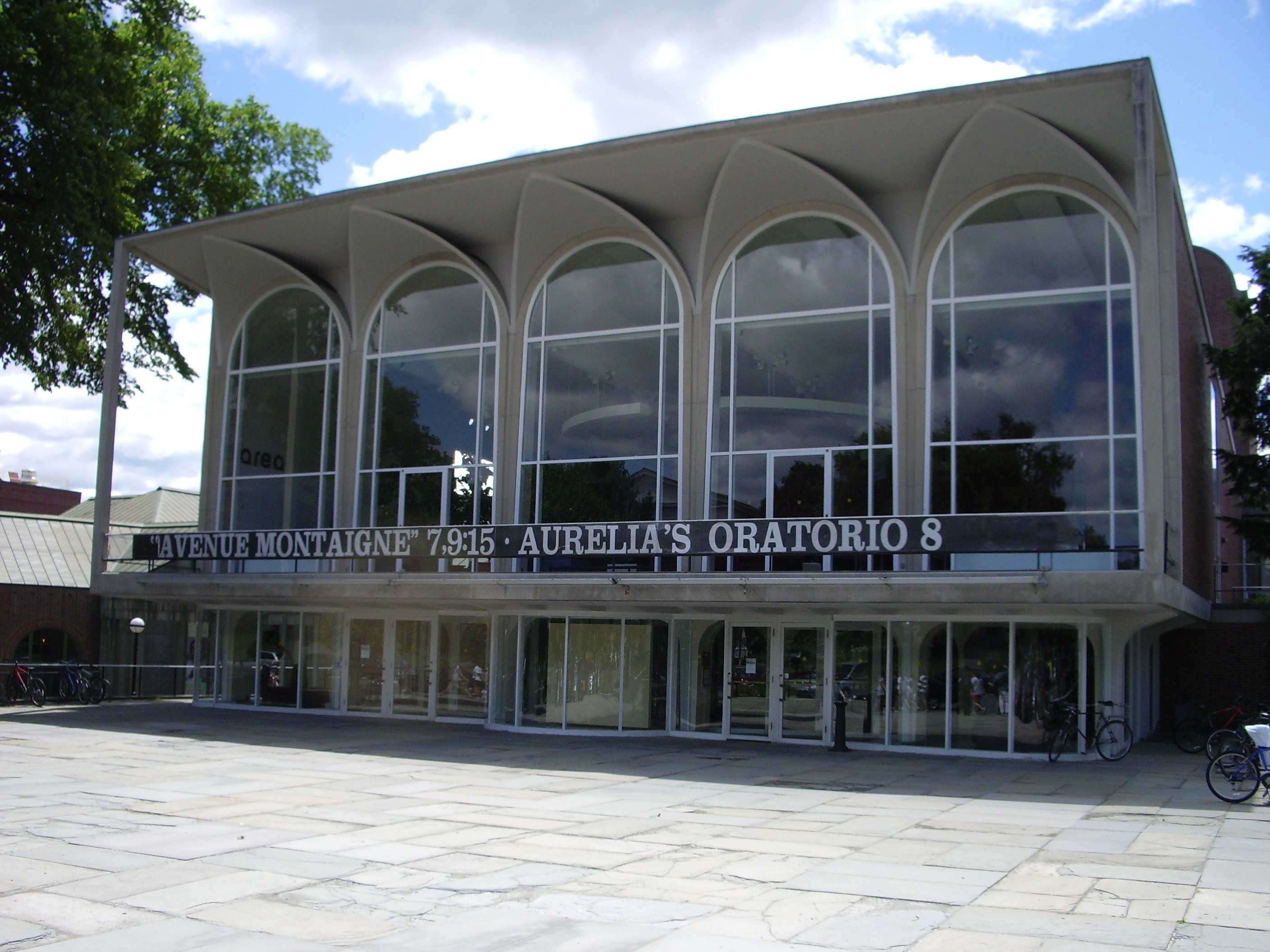
Центр мистецтв Гопкінса
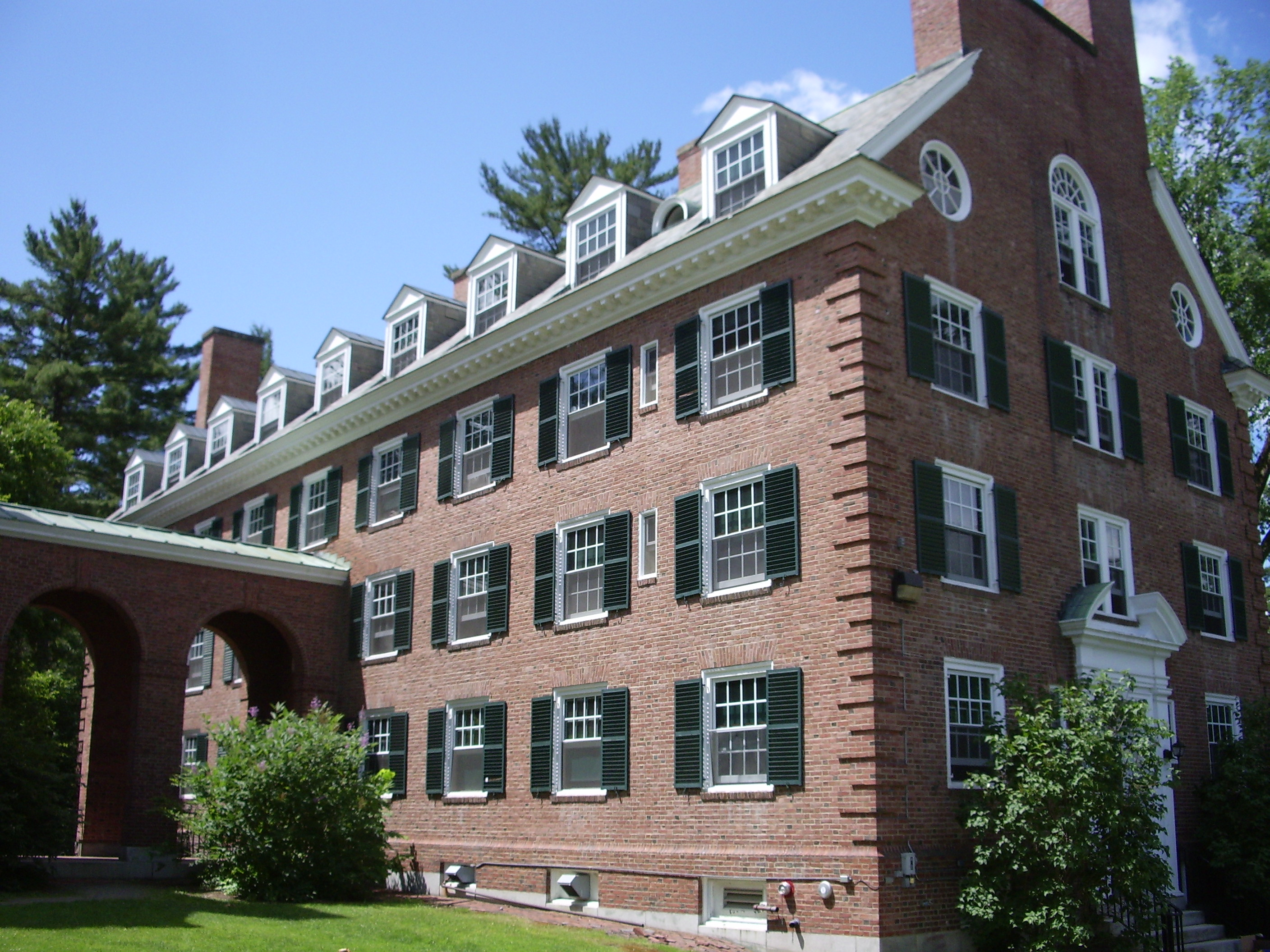
Лорд Холл
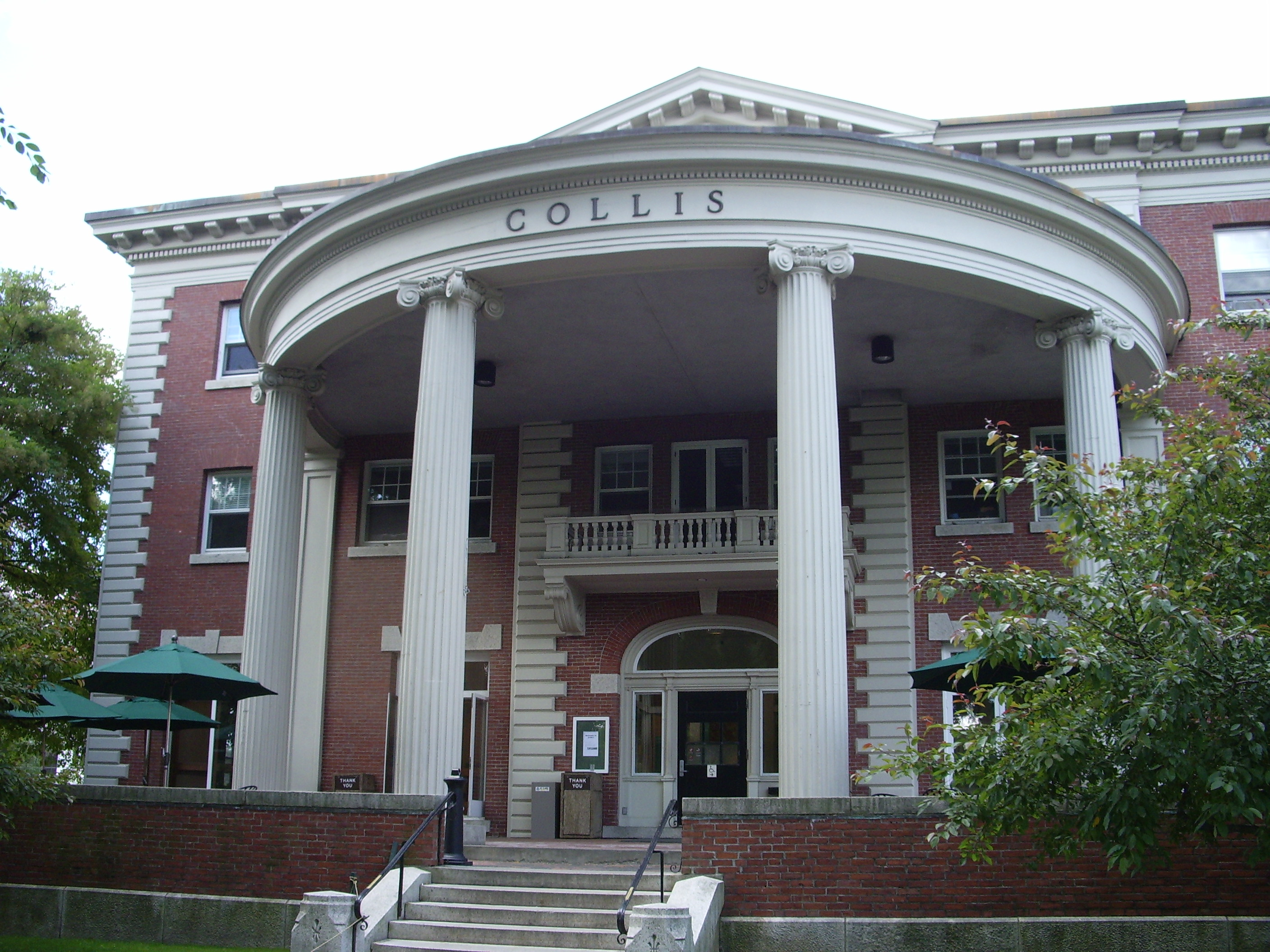
Колліс коледж
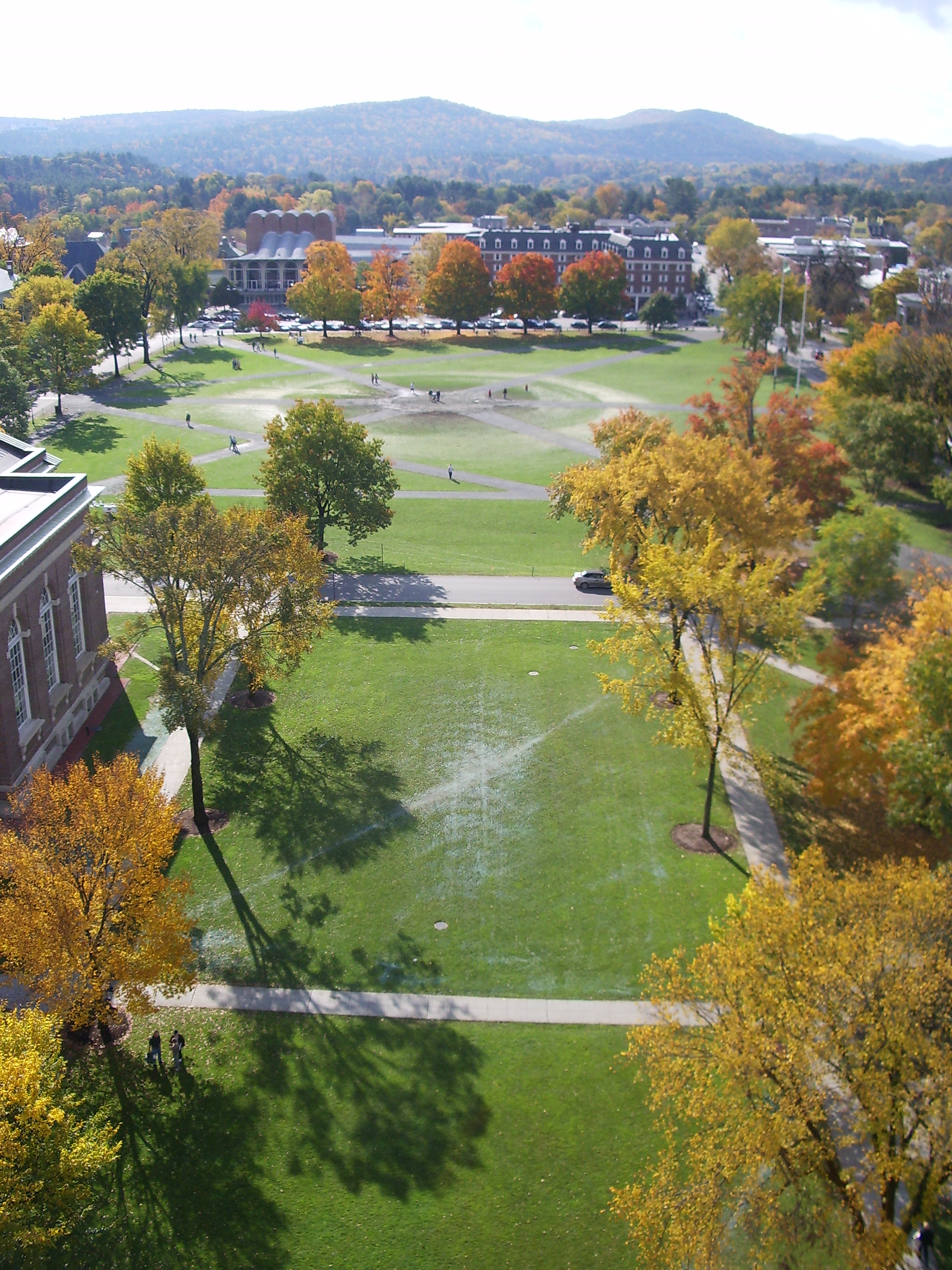
Кампус
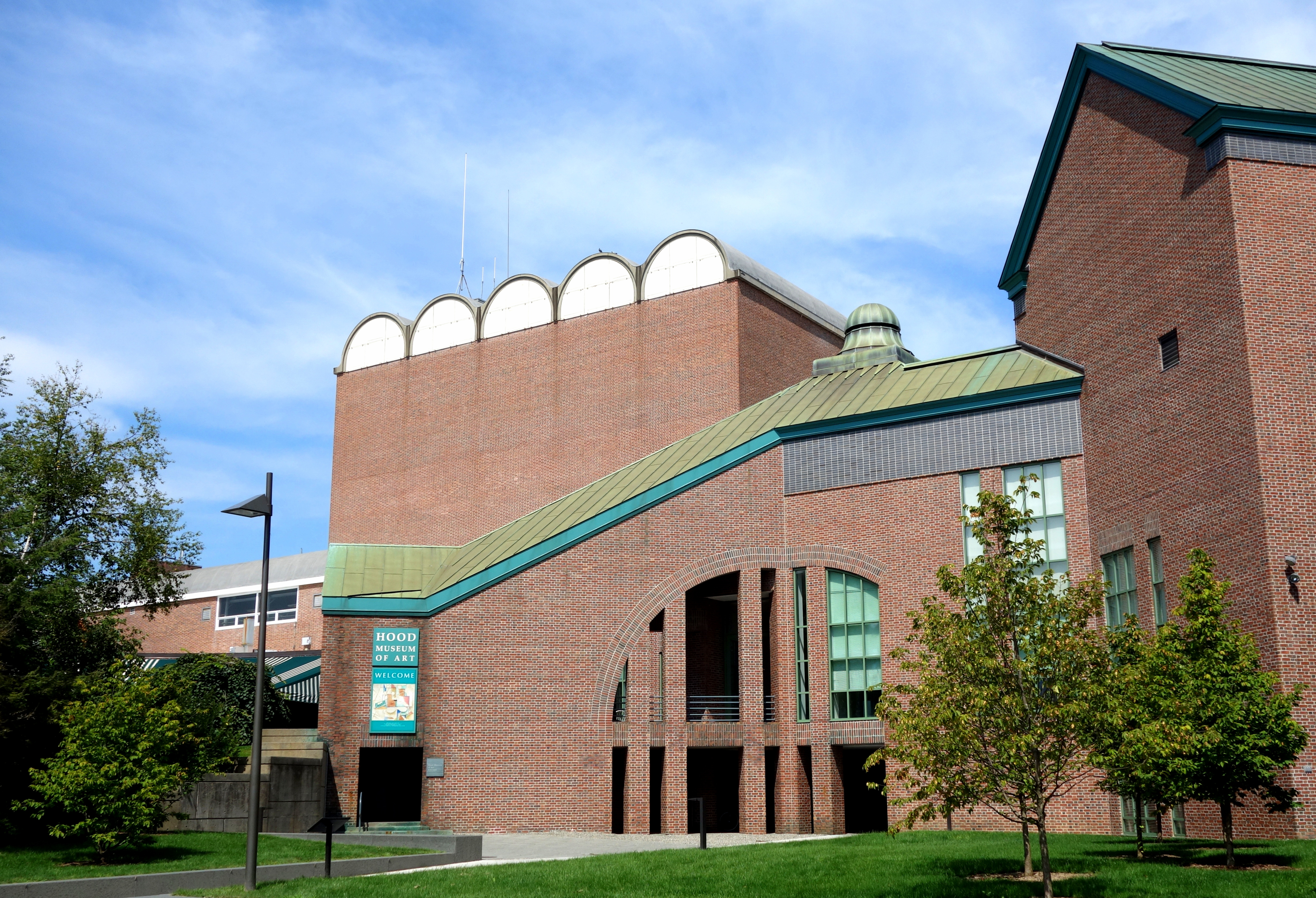
Музей мистецтв